# Vinci Clodumar
Vinci Clodumar est un diplomate, avocat et homme politique nauruan. Il a notamment été ambassadeur de Nauru auprès de l'Organisation des Nations unies.

## Biographie
Ayant obtenu un diplôme d'ingénierie à l'Institut de Technologie de Warnambool, en Australie, il étudie ensuite le droit, et devient barrister (avocat plaidant) à Nauru, son pays natal.
En 1978, il est nommé à la tête du Département des Travaux publics par le gouvernement nauruan. Il a la charge de penser et de mettre en œuvre une politique de logement et de transports publics pour le pays. De 1981 à 1982, il est à la tête du Département d'Aviation civile, avant de travailler pour la Nauru Phosphate Corporation, dont il gravit les échelons de 1982 à 1989. Il est notamment le premier autochtone nauruan à accéder au poste de directeur des opérations, en 1986.
En 1987, il fait son entrée en politique, étant élu député de la circonscription de Meneng au Parlement national. En 1989, il est nommé ministre de la Justice dans le gouvernement du Président Kenos Aroi. Il est ensuite ministre de la Santé et de l'Éducation de 1989 à 1992, ministre des Finances de 1992 à 1994 et ministre des Travaux et des Services communautaires de 1994 à 1995. Il conserve son siège de député jusqu'en 1997.
De 1997 à 1999, il est directeur de la Nauru Phosphate Corporation et de la Nauru Phosphate Royalties Trust, dirigeant ainsi « les deux organisations les plus importantes à Nauru ». L'exploitation du phosphate touche alors à sa fin, et Vinci Clodumar est chargé d'« assurer une transition sans difficulté, tandis qu’en tant que Directeur du Trust, il est chargé de diriger et de restaurer la seule source de richesse future du pays ».
En 1999, il est nommé à la présidence de la Nauru Rehabilitation Corporation, qui doit rendre à nouveau productive la terre dévastée par l'industrie du phosphate. Il demeure à la tête de la Corporation à ce jour,.
La même année, il est nommé premier ambassadeur de Nauru auprès des Nations unies, et établit la Mission permanente du pays auprès de l'organisation. En 2001, il prend la tête du Groupe du Forum des Îles du Pacifique aux Nations unies. Il s'efforce d'améliorer la visibilité de la région sur la scène internationale, et d'obtenir une aide au développement plus importante de la part de la communauté des nations. Il demeure ambassadeur de Nauru aux Nations unies jusqu'en 2005, lorsque Marlene Inemwin Moses lui succéda.